# Mouvement solidariste français
Le Mouvement solidariste français (MSF), aussi appelé Groupes d'action populaire à partir de 1972 puis Groupe action solidariste (1975) puis Union solidariste (1977), était un mouvement politique français qui prit la suite du Mouvement jeune révolution en 1971.
Le MSF se revendique à la fois anticommuniste, anticapitaliste et antidémocratique. Ambitionnant de prendre le pouvoir par les armes, il adopte une organisation interne en cellules cloisonnées s'inspirant de l'OAS-Métro-Jeunes. 
En 1973, une partie de ses membres fait scission et participe à la création du Groupe action jeunesse. 
Selon le site internet de Laurent de Boissieu, journaliste et politologue, le GAJ était à l'origine l'organe de jeunesse du MSF (aussi appelé Action populaire) dont il se séparera en 1975, créant l'Union solidariste (aussi appelée Groupe action solidariste), à la suite de désaccords avec les partisans de Jean-Gilles Malliarakis. L'Union solidariste, portée par Jean-Pierre Stirbois, se rallie finalement le Front national en 1977.
Le MSF éditait une revue, Vecteurs, dotée d'un supplément mensuel créé en 1980 et nommé Bulletin d'information solidariste, sous la direction d'Anne-Marie Denis.